# XBase

xBase — собирательное название семейства dBase-подобных языков программирования и программных продуктов, являющихся производными РСУБД dBase, с расширенной по отношению к ней функциональностью. Были предназначены для разработки баз данных в архитектуре файл-сервер, сначала в однопользовательском режиме, затем - со слабой поддержкой многопользовательского под управлением DOS, без поддержки ссылочной целостности.
Первая версия оригинального dBase была разработана в начале 1980-х годов компанией Ashton-Tate. Затем, в середине 1980-х возникли новые, близкие по совместимости по коду и открытому формату файлов данных DBF (но не по формату хранения мемо-полей) продукты Clipper. После этого появляется собственно сам термин xBase, означающий «подобный dBase».
В 1984 году фирмой Fox Software был разработан продукт FoxBASE, отличавшийся значительно большей скоростью обработки данных в сравнении с конкурентами. Позже компания Fox Software (разработчик Foxbase) выпустила продукт FoxPro v1.0, чуть позже - v2.0. Продукт отличался высокой скоростью обработки информации, использовались SQL и прорывная технология Rushmore, объектное программирование. Microsoft купила Fox Software вместе с его технологиями. Позже Microsoft переносит современные технологии, реализованные в FoxPro в свои продукты MS SQL Server и MS Access. В то время на рынке настольных баз данных не существовало серьёзных конкурентов FoxPro по гибкости и скорости обработки данных. Также использование Microsoft технологий из FoxPro позволило отказаться от сотрудничества с компанией Sybase в совместной разработке СУБД SQL Server. Начиная с версии Visual FoxPro 5.0 компания Microsoft регулярно объявляет о завершении работы над продуктом. Последняя выпущенная версия - Visual Fox Pro 9.0 «Sedna».
В настоящее время существует около 20 различных, частично совместимых реализаций самого языка и оболочки РСУБД, реализованных под все основные платформы, включая CP/M, DOS, VMS, Microsoft Windows и .NET, OS/2, Macintosh, различные версии UNIX и UNIX-подобных ОС, в том числе GNU/Linux и кросс-компиляцию в C (диалект, совместимый с GCC).
С распространением архитектуры клиент-сервер и более совершенных, чем DOS, операционных систем распространение dBase-подобных систем сильно уменьшилось.
Из оставшихся наиболее коммерчески успешен Microsoft Visual FoxPro. Коммерческий продукт Alaska Software Xbase++ обладает высокой степенью совместимости с Clipper и развитыми средствами объектно-ориентированного программирования и многопоточности. Существуют также несколько свободных проектов, например, Clip и xHarbour.